# Queens of the Stone Age (album)
Queens of the Stone Age is het eerste  studioalbum van de gelijknamige rockband Queens of the Stone Age uitgebracht op 22 september 1998.

## Tracklist
1. "Regular John" (4:35)
2. "Avon" (3:22)
3. "If Only" (3:20)
4. "Walkin on the Sidewalks" (5:03)
5. "You Would Know" (4:16)
6. "How to Handle a Rope" (3:30)
7. "Mexicola" (4:54)
8. "Hispanic Impressions" (2:44)
9. "You Can't Quit Me Baby" (6:34)
10. "Give the Mule What He Wants" (3:09)
11. "I Was a Teenage Hand Model" (5:01)

## Bandleden
- Josh Homme – Zang, gitaar
- Alfredo Hernández – Drums
- Carlo Von Sexron (aka Josh Homme)  – Basgitaar, keyboard, piano

Op het album komen ook bijdragen en gastoptredens voor van: Chris Goss, Fred Drake, Hutch, Dave Catching, Mike Johnson, Victor Indrizzo en Nick Oliveri